# Comte de Mornington

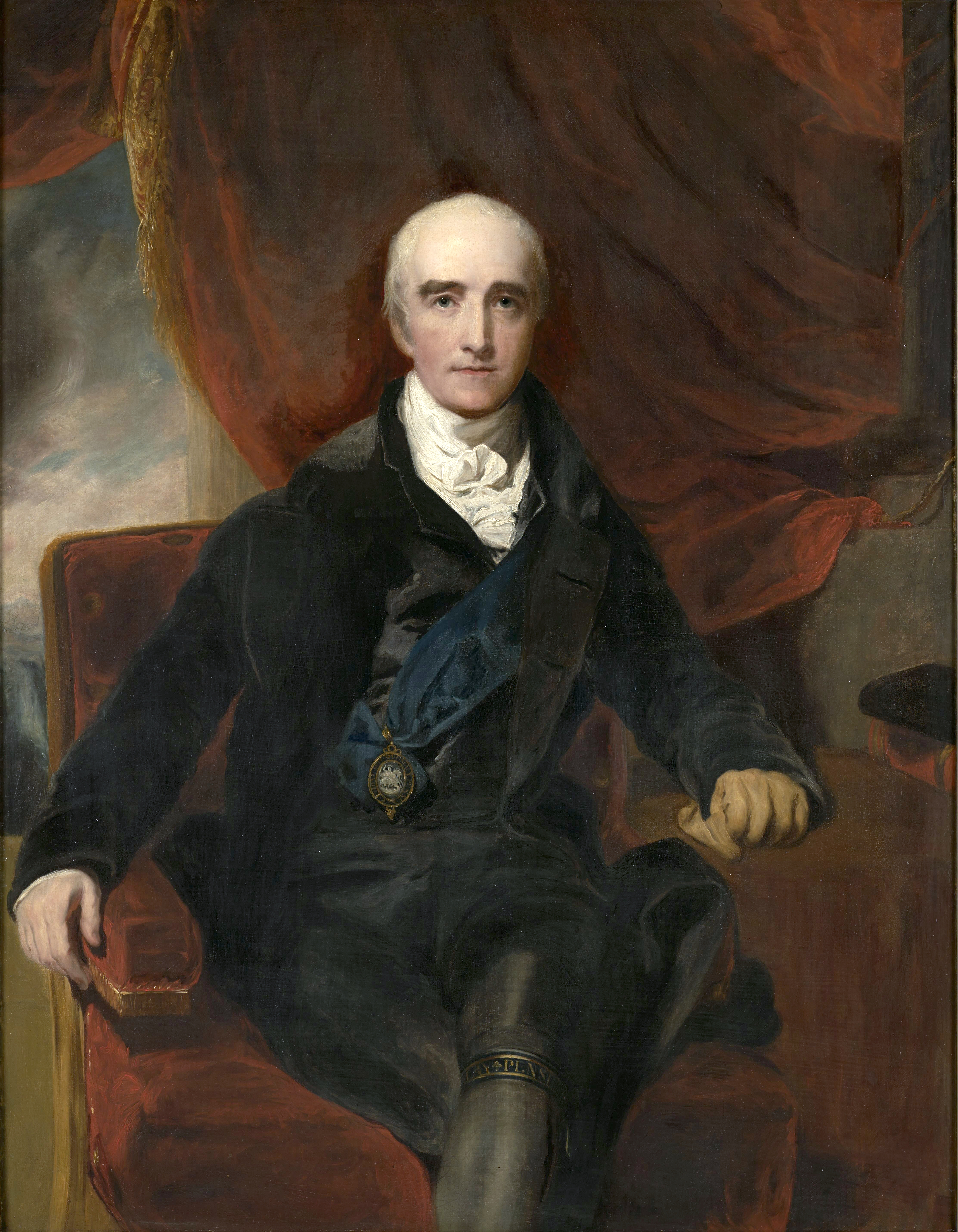
Richard Wellesley, 1st Marquess Wellesley.

Comte de Mornington (en anglais : Earl of Mornington), est un titre de la pairie d'Irlande, et depuis 1863 un titre subsidiaire du duc de Wellington. Il a été créé en 1870 pour l’homme politique anglo-irlandais et compositeur Garret Wellesley.

## Histoire du titre
Le premier comte était le fils aîné de Richard Wesley, premier Baron Mornington. Richard Wesley, né Richard Colley, fut élevé à la pairie d'Irlande en tant que Baron Mornington, de Mornington, en 1746. Il avait hérité des domaines de Dangan et de Mornington dans le comté de Meath à la mort de son cousin germain Garret Wesley en 1728. La même année, il obtint par licence royale le nouveau nom de famille Wesley (voir ci-dessous pour l’histoire antérieure de la famille).
Son fils, le deuxième baron, fut nommé premier comte de Mornington en 1760 et reçut en même temps le titre de Vicomte Wellesley, de Dangan Castle dans le comté de Meath, également dans la pairie d'Irlande.
Quatre des fils du premier comte se distinguèrent. Le troisième fils était Arthur Wellesley (1er duc de Wellington), qui vainquit Napoléon Bonaparte à la bataille de Waterloo en 1815, tandis que le cinquième était le diplomate Henry Wellesley, 1er baron Cowley.
Le premier comte fut remplacé par son fils aîné, Richard, deuxième comte. Il utilisa le nom de famille original Wellesley au lieu de Wesley. Il fut un soldat, diplomate et homme politique de premier plan. En 1797, il fut créé Baron Wellesley, de Wellesley dans le comté de Somerset, dans la pairie de Grande-Bretagne, ce qui lui donnait droit à un siège à la Chambre des lords britannique. En 1799, il fut encore honoré en étant fait Marquis Wellesley, de Norragh, dans la pairie d'Irlande. Cependant, il fut profondément déçu de ne pas avoir reçu un duché ou au moins un titre de pairie anglaise de haut rang. Il qualifia son marquisat irlandais de « pomme de terre doublement dorée ». Lord Wellesley eut plusieurs enfants avec sa maîtresse française, Hyacinthe-Gabrielle Roland (ils se marièrent en 1794 après la naissance de leurs enfants). L'une d'elles, Anne, épousa en secondes noces Lord Charles Bentinck. Ils furent les arrière-arrière-grands-parents de la reine Élisabeth II.
Comme Lord Wellesley n’avait pas d’enfants légitimes, la baronnie anglaise de 1797 et le marquisat s’éteignirent à sa mort en 1842. Il fut remplacé dans ses autres titres par son frère cadet William Wellesley-Pole, 1er baron Maryborough, qui devint le troisième Comte de Mornington. Il fut également un homme politique et occupa notamment les fonctions de secrétaire en chef pour l'Irlande entre 1809 et 1812 et de chancelier de l'Échiquier irlandais entre 1811 et 1812. Né William Wesley, il ajouta par licence royale en 1781 le nom supplémentaire de Pole après avoir hérité des domaines de son cousin, William Pole. En 1798, il prit par licence royale le nom de Wellesley-Pole au lieu de Wesley-Pole. En 1821, il fut élevé à la pairie du Royaume-Uni en tant que Baron Maryborough, de Maryborough dans le Queen's County. Il fut remplacé par son fils, le quatrième comte. Il épousa Catherine, fille et cohéritière de Sir James Tylney-Long, 7e baronnet (voir Baronnet Tylney-Long (en)). Elle était connue dans la société londonienne sous le nom de « l'héritière du Wiltshire » et était considérée comme la roturière la plus riche d'Angleterre. À son mariage, il ajouta par licence royale les noms de famille Tylney et Long.
Lord Mornington est surtout connu pour son mode de vie dissipé qui entraîna la destruction du domaine familial des Tylney, Wanstead House. Il fut remplacé par son fils aîné et seul survivant, le cinquième comte. Il avait été l'objet d'une bataille pour sa garde entre son père et ses deux tantes maternelles (qui voulaient qu'il soit placé sous la tutelle de son grand-oncle, le duc de Wellington) et plus tard, il engagea un procès contre son père au sujet de la vente du contenu de la résidence familiale, Draycot House. Lord Mornington mourut célibataire en 1863, entraînant l’extinction de la baronnie de Maryborough. Il légua toutes ses propriétés foncières au cousin de son père, Henry Wellesley, 1er comte Cowley. Il fut remplacé dans ses titres irlandais par son cousin au premier degré, Arthur Wellesley, 2e duc de Wellington. Le titre de comte de Mornington est aujourd’hui utilisé comme un titre de courtoisie par l'héritier présomptif du marquis de Douro, lui-même héritier présomptif du duc de Wellington. Depuis 2015, ce titre est porté par Arthur Wellesley, comte de Mornington, fils de Arthur Wellesley, marquis de Douro et petit-fils de Charles Wellesley, 9e duc de Wellington.
La famille Wesley ou Wellesley descend de Sir Richard de Wellesley (XVe siècle). Son petit-fils, Sir William Wellesley (mort en 1602), vivait à Dangan Castle, comté de Meath. Les domaines familiaux passèrent de génération en génération par les lignes masculines. L'une des filles de Wellesley, Alison, épousa John Cusack. Leur fils, Sir Thomas Cusack, fut chancelier d'Irlande entre 1551 et 1554. Sa fille, Katherine, épousa Sir Henry Colley (ou Cowley) (XVIe siècle), de Castle Carbery, comté de Kildare. Leur petit-fils, Sir Henry Colley, représenta le comté de Monaghan au Parlement irlandais. L’un des fils de Sir Henry, Dudley Colley (ou Cowley), fut membre du Parlement irlandais pour Philipstown. Son fils, Henry Colley (ou Cowley), était le père de Henry Cowley, qui représenta Strabane à la Chambre des communes irlandaise, et de Garret Wesley, 1er baron Mornington. Ce Garret Wesley (mort en 1728) était un descendant de Sir William Wellesley (mort en 1602) ainsi que le fils d'Elizabeth, fille du susmentionné Dudley Colley, et également le grand-père paternel du premier baron Mornington.
La résidence de campagne de la famille Wellesley était Dangan Castle, près de Summerhill. La résidence de la famille à Dublin était Mornington House (en), Merrion Street (en).

## Barons Mornington (1746)
- 1746-1758 : Richard Wesley (1690-1758), 1er baron Mornington ;
- 1758-1781 : Garret Wesley (1735-1781), 1er comte de Mornington. Créé comte de Mornington en 1760.

## Comte de Mornington (1760)
- 1760-1781 : Garret Wesley (1735-1781), 2e baron Mornington ;
- 1781-1842 : Richard Wellesley (1760-1842). Créé marquis Wellesley en 1799.

## Marquis Wellesley (1799)
- 1799-1842 : Richard Wellesley (1760-1842), 2e comte de Mornington. Il meurt sans descendance.

## Comte de Mornington (1760; rétablis)
- 1842-1845 : William Wellesley-Pole (1763-1845), 3e comte de Mornington. Il hérite du titre de son frère, le marquis Wellesley ;
- 1845-1857 : William Pole-Tylney-Long-Wellesley (1788-1857), 4e comte de Mornington ;
- 1857-1863 : William Pole-Tylney-Long-Wellesley (1813-1863), 5e comte de Mornington ;
- 1863-1884 : Arthur Wellesley (1807-1884), 2e duc de Wellington, 6e comte de Mornington. Cousin du précédent. Le titre devient un titre subsidiaire des ducs de Wellington. (voir Duc de Wellington pour les porteurs suivants).